# Astronautica militare
Un'astronautica militare (anche forza spaziale o armata spaziale) è una forza armata o un servizio militare di un paese, atta a condurre una guerra spaziale.

## Nel mondo

### Russia
Il 7 maggio 1992, nella neonata Federazione Russa venne fondata la prima astronautica militare indipendente della storia, con il nome di Voenno-kosmičeskie sily (Forze Spaziali Militari). Il corpo raccoglieva il testimone delle unità militari sovietiche dedicate alla gestione delle attività spaziali dell'URSS. Nel 1997, a seguito di una riforma militare, l'Astronautica fu incorporata nelle Raketnye vojska strategičeskogo naznačenija (Truppe Missilistiche Strategiche).
Il 1º giugno 2001, l'Astronautica Militare Russa venne ufficialmente ricostituita come sezione indipendente delle forze armate russe, assumendo il nome di Kosmičeskie vojska (Truppe Spaziali). Nel 2011, le Truppe Spaziali furono assorbite dalle Vojska vozdušno-kosmičeskoj oborony (Truppe di Difesa Aerospaziale).
Infine, il 1º agosto 2015, le Truppe di Difesa Aerospaziale sono confluite nelle Vozdušno-kosmičeskie sily (Forze Aerospaziali). Queste ultime sono strutturate in tre settori: le Voenno-vozdušnye sily (Forze Aeree Militari), le Vojska protivovozdušnoj i protivoraketnoj oborony (Truppe di Difesa Antiaerea e Antimissilistica), e le Kosmičeskie vojska (Truppe Spaziali).

### Francia
Nel 2010 la Francia ha istituito il Commandement interarmées de l'espace (CIE), un organismo interarmi che dipende dallo Stato Maggiore della Difesa ed elabora e mette in opera tutte le operazioni spaziali militari francesi.

### Italia
Dal giugno 2020, è divenuto operativo il Comando delle Operazioni Spaziali (COS), un comando interforze delle Forze Armate Italiane, votato al coordinamento della strategia nazionale dello spazio, istituito alla fine del 2019 e dipendente, sotto il profilo operativo, dal Comando Operativo di Vertice Interforze. La dismessa portaerei Garibaldi della Marina Militare, sostituita dalla nuova portaerei Trieste, venne inizialmente scelta, nel 2021, come base di lancio da utilizzare proprio nel COS.

### Repubblica Popolare Cinese
A gennaio 2016, a seguito della riforma del 2015 dell'Esercito Popolare di Liberazione, la Cina si è dotata di una Forza di supporto strategico. Essa si occupa di guerra spaziale, guerra cibernetica, guerra elettronica e dello sviluppo militare cinese nel settore aerospaziale e astronautico.
Nel 2024 la Forza di supporto strategico è stata sciolta e le sue competenze sono state suddivise tra tre diverse branche, tra le quali la Forza aerospaziale si occupa di guerra spaziale e sviluppo militare aerospaziale e astronautico.

### Stati Uniti d'America
Negli Stati Uniti d'America, a partire dal 1962, le operazioni militari nello spazio furono subito messe sotto il controllo dell'Aeronautica Militare Statunitense. Nel 1982, l'Aeronautica istituì l'Air Force Space Command, allo scopo di accentrare tutte le proprie operazioni spaziali sotto un unico organo.
Sia l'Esercito Statunitense che la Marina Militare Statunitense sono dotati di unità significativamente più piccole dedicate alle operazioni di difesa nello spazio, inquadrate rispettivamente nello United States Army Space and Missile Defense Command e nella Decima Flotta. Il controllo operativo delle operazioni spaziali di tutte le Forze Armate Statunitensi è coordinato dallo United States Space Command, esistito tra il 1985 e il 2002 e rifondato il 29 agosto 2019.
Il 18 giugno 2018, il Presidente Donald Trump annunciò di aver ordinato la fondazione di un'Astronautica Militare Statunitense come sesto ramo delle Forze Armate Statunitensi. A giugno dello stesso anno, Trump ordinò al National Space Council (un organo del proprio Ufficio esecutivo) di avviare le dovute procedure per la costituzione di un'Astronautica Militare.
Il 20 dicembre 2019 Trump firmò il National Defense Authorization Act per l'anno fiscale 2020, appena approvato dal Congresso, rendendolo esecutivo e formalizzando la trasformazione dell'Air Force Space Command in una forza armata separata e indipendente, denominata United States Space Force.
In forza della Space Policy Directive–4, firmata il 19 febbraio 2019, l'Astronautica Militare Statunitense è attualmente inquadrata all'interno del Dipartimento dell'Aeronautica (in maniera simile allo United States Marine Corps che dipende dal Dipartimento della Marina), con l'obiettivo di creare in futuro un "Dipartimento dell'Astronautica" come quarta divisione del Dipartimento della Difesa degli Stati Uniti.

## Astronautiche militari indipendenti
- Vozdušno-kosmičeskie sily (Forze Aerospaziali)
  -  Kosmičeskie vojska (Truppe Spaziali; indipendenti dal 1992 al 1997 e dal 2001 al 2011)
- United States Space Force